# Восточный Чешир
Восто́чный Че́шир (Чешир-Ист, англ. Cheshire East) — унитарная единица на востоке церемониального графства Чешир. Главный город унитарной единицы — Сандбач. Крупнейший город — Кру.

## История
Образована 1 апреля 2009 года путём преобразования в унитарную единицу районов Кру и Нантвич, Конглтон, Маклсфилд бывшего неметропольного графства Чешир.

## География
Занимает площадь 1 166 км² и граничит на востоке с церемониальным графством Дербишир, на юго-востоке с церемониальным графством Стаффордшир, на юге с церемониальным графством Шропшир, на западе с унитарными единицами Западный Чешир и Честер и Уоррингтон, на севере с церемониальным графством Большой Манчестер.

## Население
На территории унитарной единицы Восточный Чешир проживают 351 817 человек.

## Состав
В состав унитарной единицы входят 10 городов:
- Олсиджер
- Боллингтон
- Кру
- Маклсфилд
- Мидлуич
- Нантуич
- Натсфорд
- Пойнтон
- Сандбач
- Уилмслоу

и более 130 общин (англ. Civil parish).

## Политика
В совете унитарной единицы Восточный Чешир заседают 81 депутат, избранных в 27 округах. В результате последних выборов 52 места в совете занимают консерваторы.

## Экономика
На территории Восточного Чешира, в городе Маклсфилд, расположена крупная компания Bodycote International, акции которой входят в базу расчета индекса FTSE 250.
В городе Сандбач ранее производили грузовики две компании: Foden и ERF.

## Спорт
На территории унитарной единицы Восточный Чешир базируются профессиональные футбольные клубы «Кру Александра» и «Маклсфилд Таун».
«Кру Александра» базируется в городе Кру и выступает в сезоне 2012/2013 во Первой Футбольной лиге; принимает соперников на стадионе «Александра Стэдиум» (10 000 зрителей).
«Маклсфилд Таун» базируется в городе Маклсфилд и выступает в сезоне 2012/2013 во Второй Футбольной лиге; принимает соперников на стадионе «Мосс Роуз» (6 000 зрителей).